# Nationale Raad (Namibië)
De Nationale Raad (Engels: National Council) is het hogerhuis van het parlement van Namibië en telt 42 leden die indirect worden gekozen door de 14 regionale raden van het land. Verkiezingen vinden om de vijf jaar plaats.
Wetten die door het lagerhuis, de Nationale Vergadering (National Assembly) zijn aangenomen moeten door de Nationale Raad worden goedgekeurd. Verder houdt de Nationale Raad zich bezig met vraagstukken van regionale aard.
De Nationale Raad ontstond in 1993 en werd samengesteld op basis van de regionale verkiezingen van 1992. Vanaf het allereerste begin wordt de Nationale Raad gedomineerd door de South West Africa People's Organisation (SWAPO) die bij de verkiezing van de Nationale Raad van 2020 in totaal 28 zetels verwierf.
In 2020 werd Lukas Sinimbo Muha (SWAPO) tot voorzitter van de Nationale Raad gekozen.

## Regio's van Namibië
| #  | Regio        | Zetels |                    |
| -- | ------------ | ------ | ------------------ |
| 1  | Kunene       | 3      | Regios van Namibië |
| 2  | Omusati      | 3      | Regios van Namibië |
| 3  | Oshana       | 3      | Regios van Namibië |
| 4  | Ohangwena    | 3      | Regios van Namibië |
| 5  | Oshikoto     | 3      | Regios van Namibië |
| 6  | Kavango West | 3      | Regios van Namibië |
| 7  | Kavango Oost | 3      | Regios van Namibië |
| 8  | Zambezi      | 3      | Regios van Namibië |
| 9  | Erongo       | 3      | Regios van Namibië |
| 10 | Otjozondjupa | 3      | Regios van Namibië |
| 11 | Omaheke      | 3      | Regios van Namibië |
| 12 | Khomas       | 3      | Regios van Namibië |
| 13 | Hardap       | 3      | Regios van Namibië |
| 14 | !Karas       | 3      | Regios van Namibië |

## Zetelverdeling

Zetelverdeling na de verkiezingen van 2020

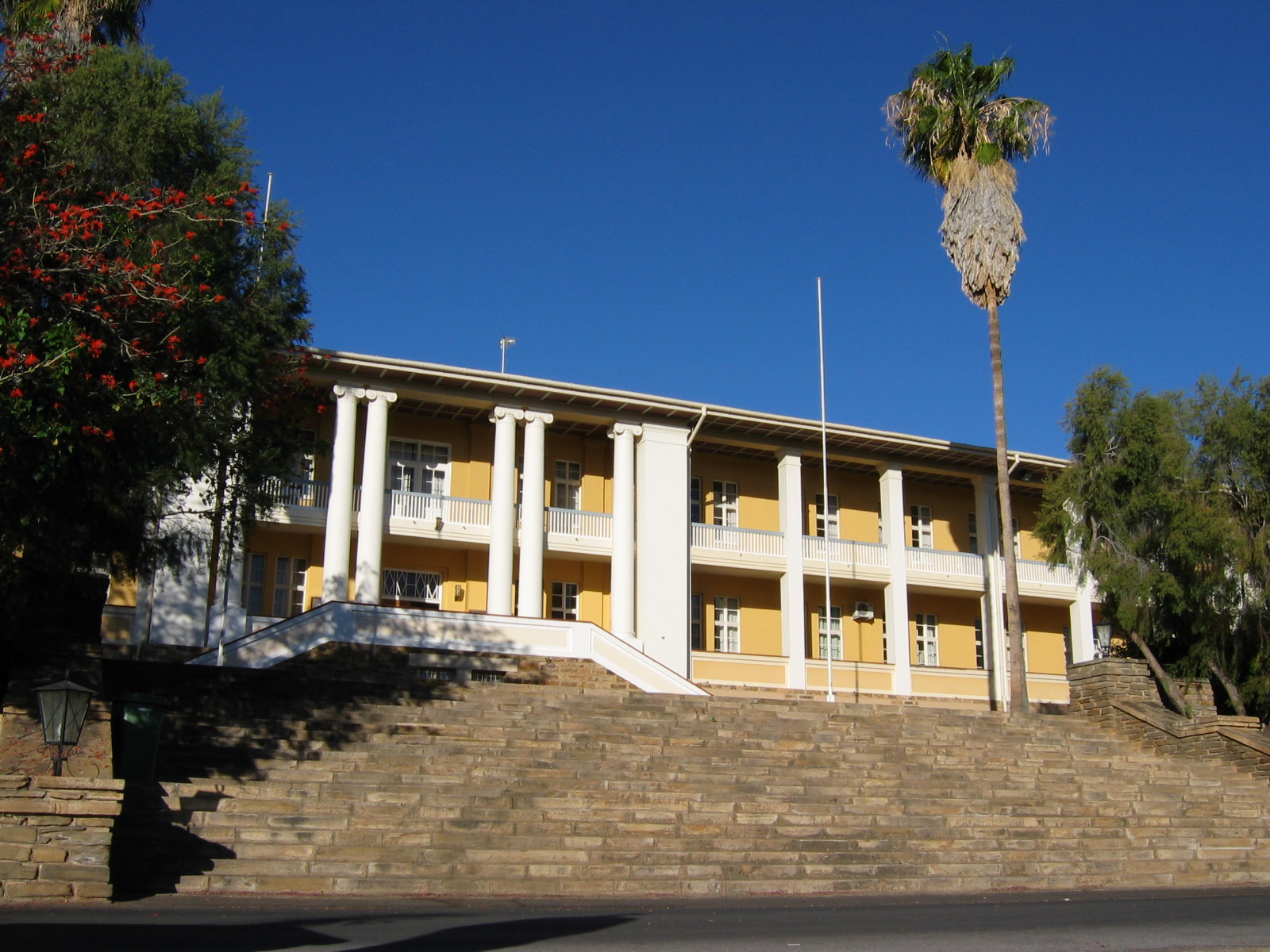
Het parlementsgebouw in Windhoek.

Regering (28)

Oppositie (14)